# لينا لاتفين
لينا لاتفين (مواليد 2 مايو 2000) هي لاعبة كرة قدم ألمانية تلعب في مركز الخط الوسط في نادي فولفسبورغ.

## روابط خارجية
- لينا لاتفين على موقع الاتحاد الأوربي (الإنجليزية)
- لينا لاتفين على موقع قاعدة بيانات كرة القدم.إي يو (الإنجليزية)
- لينا لاتفين على موقع Soccerway.com (الإنجليزية)
- لينا لاتفين على موقع عالم كرة القدم.نت (الإنجليزية)